# Cryptaphis poae
Cryptaphis poae är en insektsart som först beskrevs av Hardy 1850.  Cryptaphis poae ingår i släktet Cryptaphis och familjen långrörsbladlöss. Arten är reproducerande i Sverige. Inga underarter finns listade i Catalogue of Life.